# Dodge Colt
Dodge Colt — субкомпактный автомобиль производства американской компании Dodge.

## Первое поколение (1971—1973)
Первое поколение автомобилей Dodge Colt производилось с 1971 по 1973 год на платформе Mitsubishi Colt Galant. Конкурентами автомобиля являлись Toyota Corolla, Honda Civic и Datsun 1200.

### Галерея

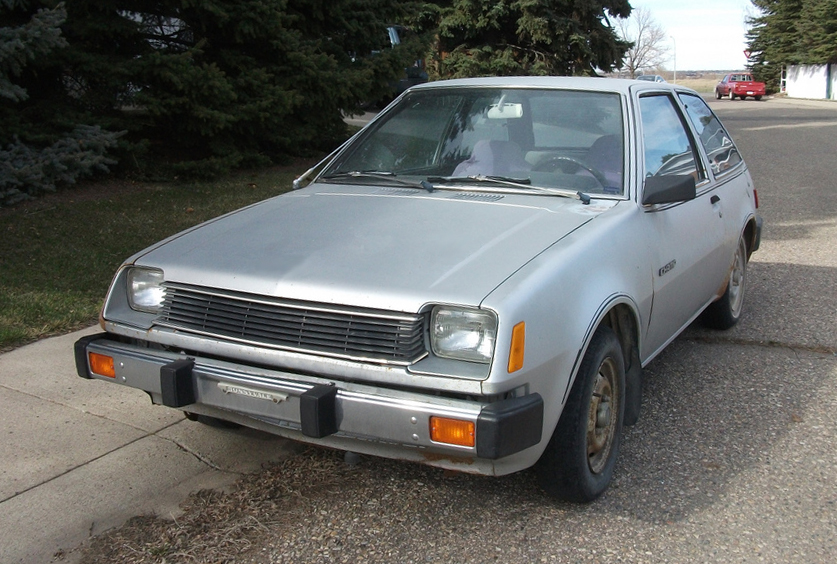
Plymouth Champ
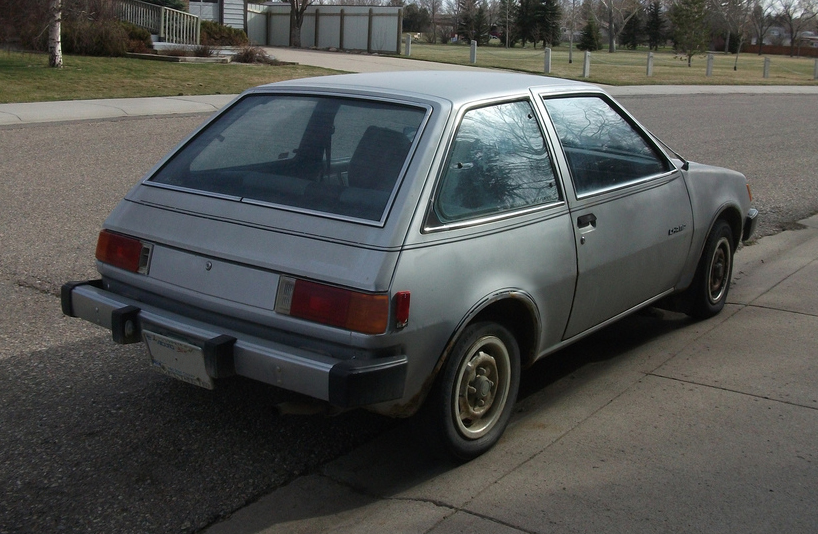
Plymouth Champ

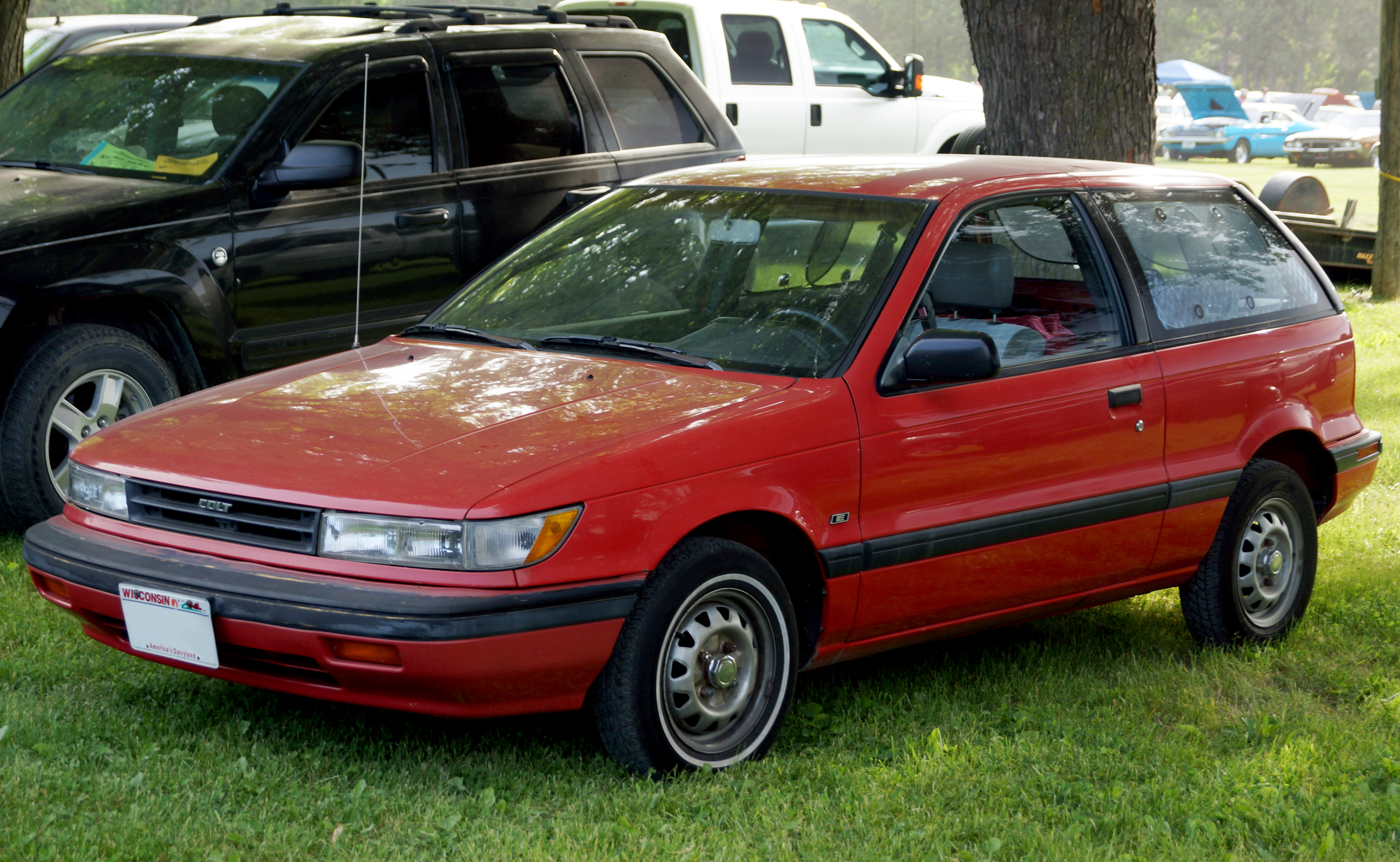
Dodge Colt E
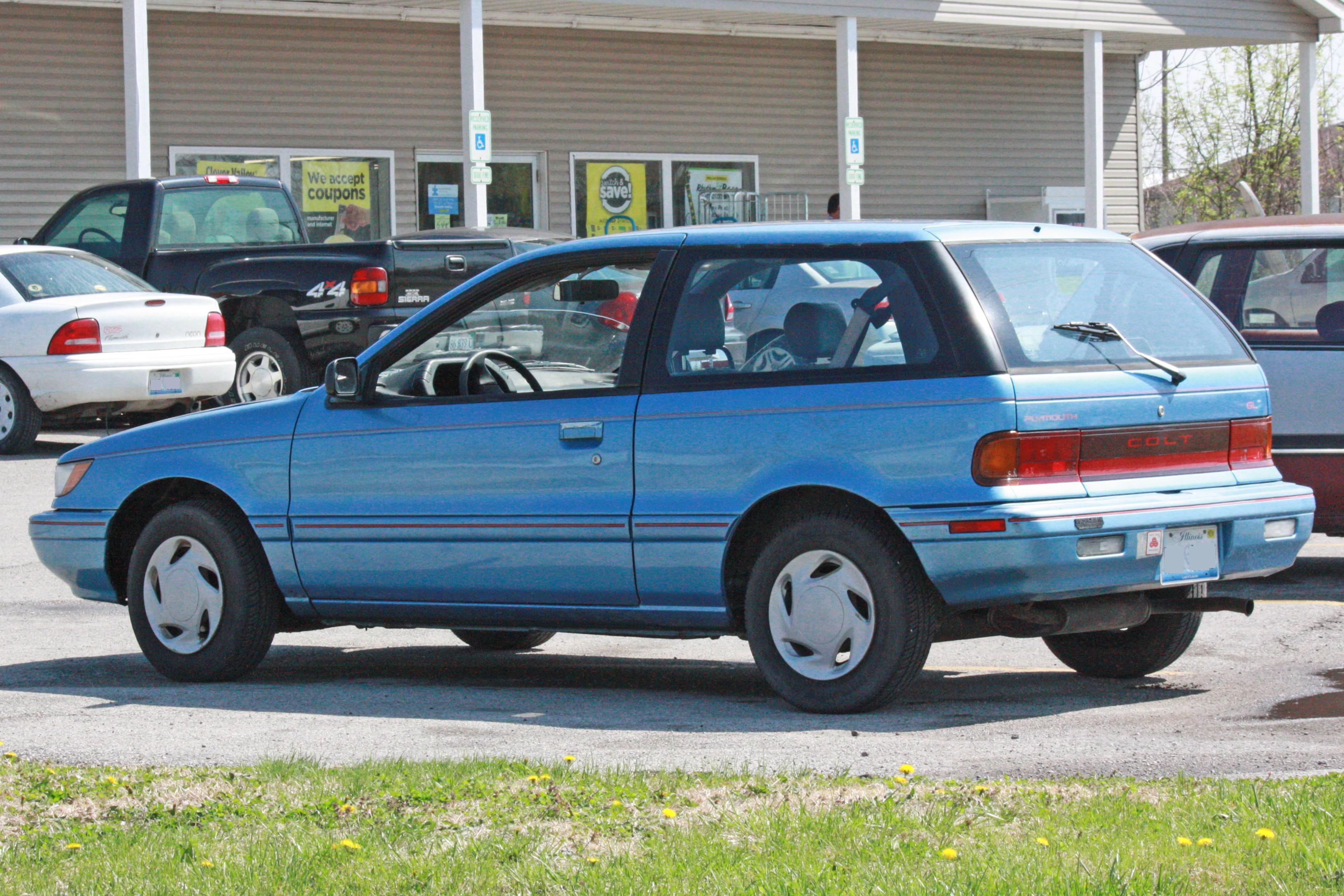
Plymouth Colt

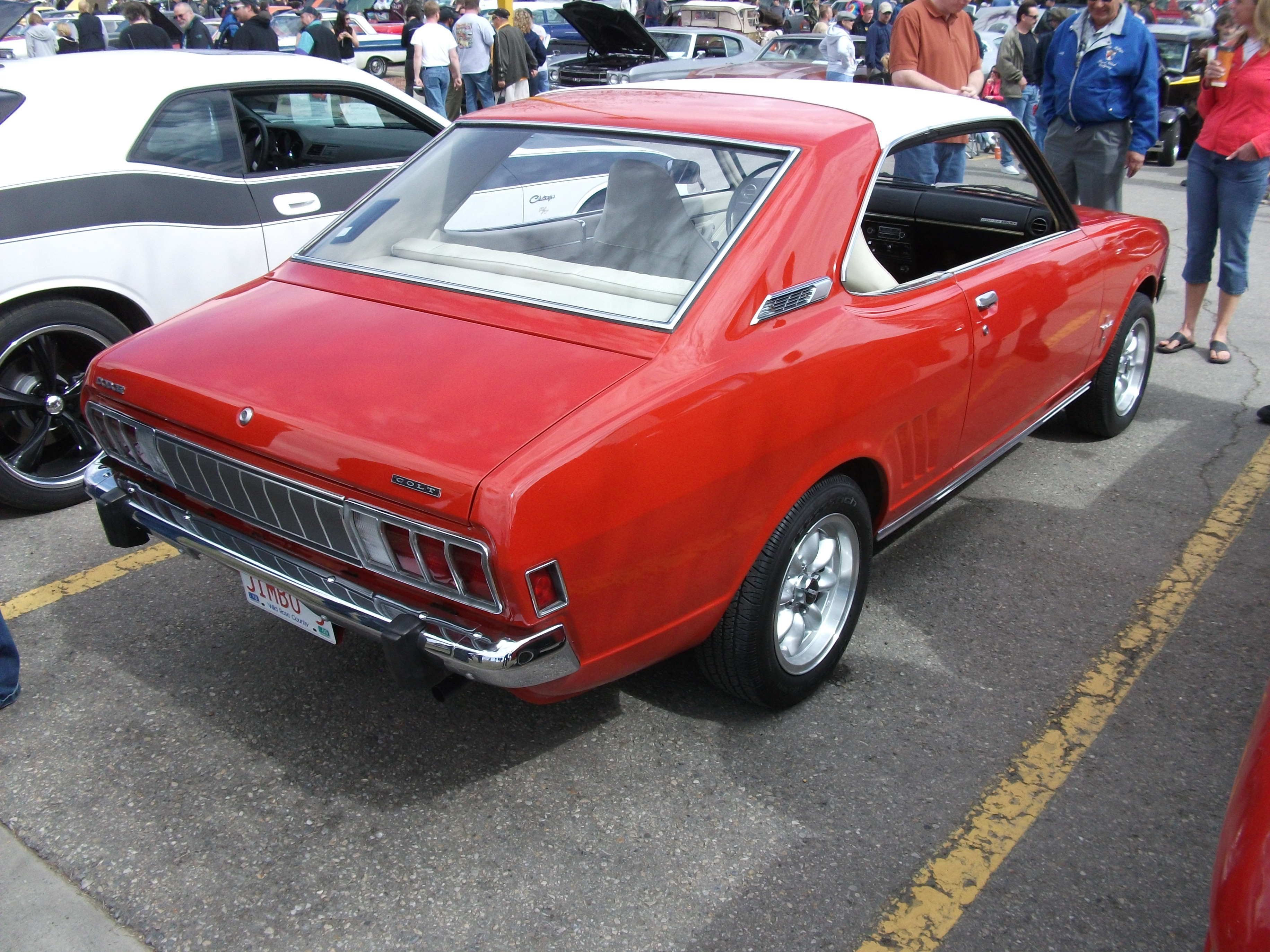
Dodge Colt HT
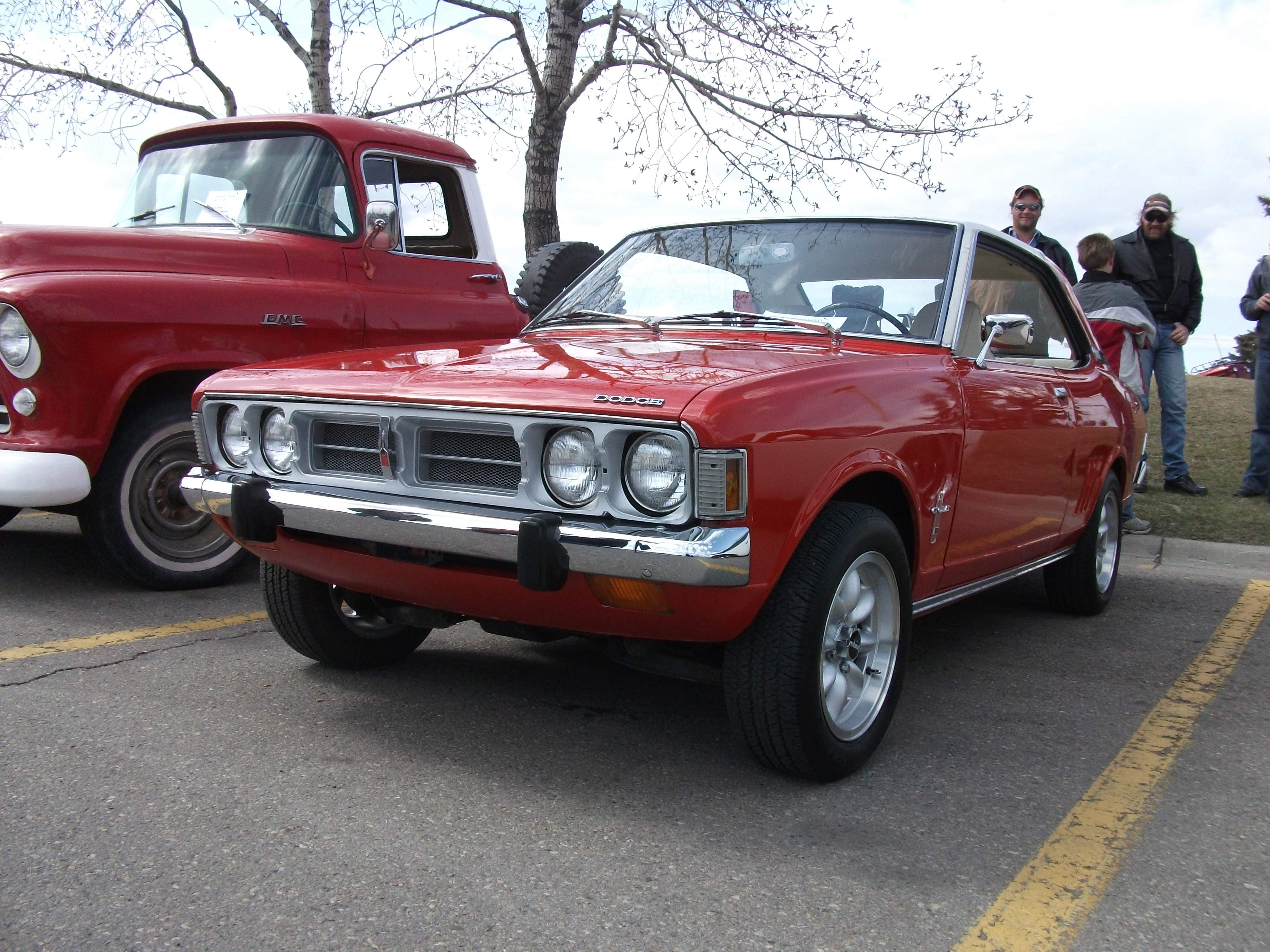
Dodge Colt HT

## Второе поколение (1974—1977)
Второе поколение автомобилей Dodge Colt производилось с 1974 по 1977 год. Седаны и купе Galant получили «закруглённый» кузов. Двойные фары уступили место одинарным. Опционально автомобиль оснащался двигателем внутреннего сгорания G52B Astron.

### Галерея

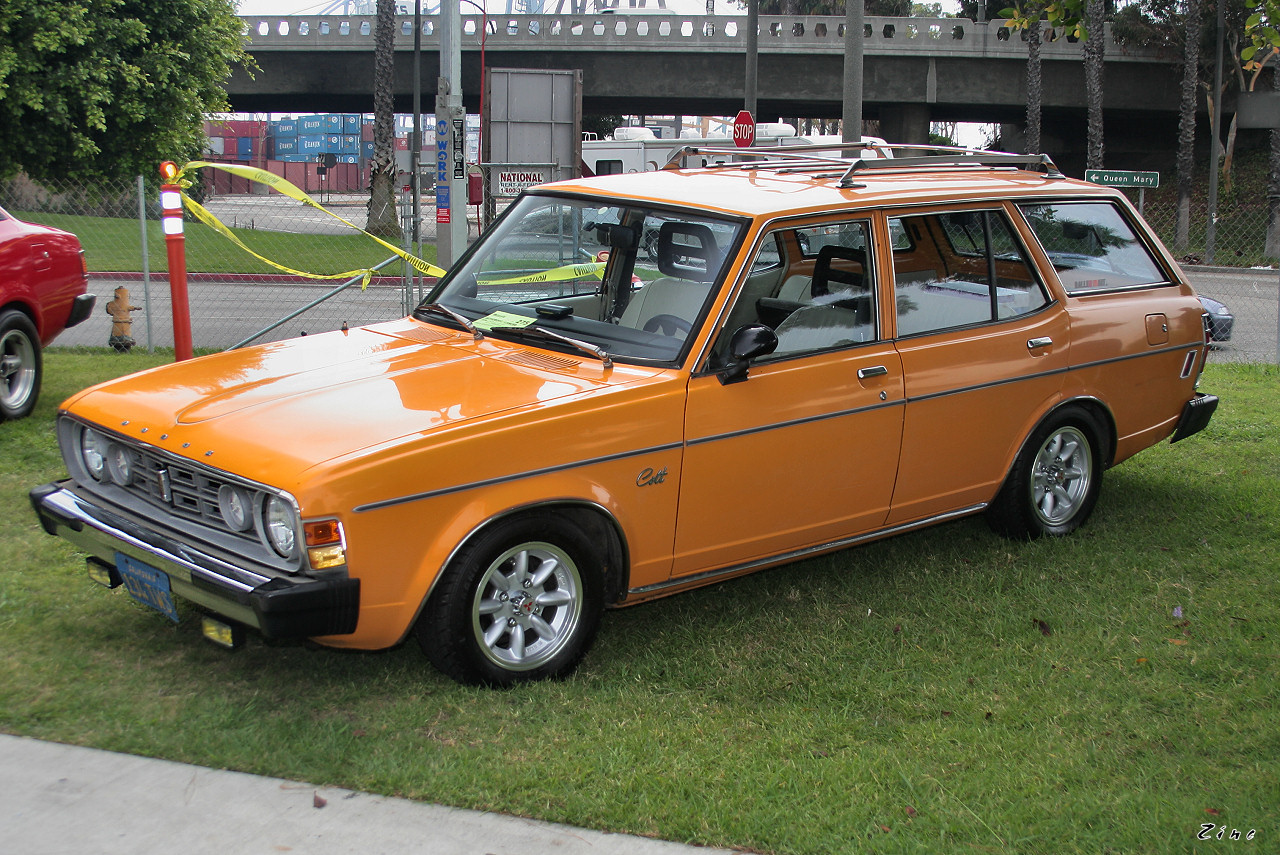
Dodge Colt Wagon
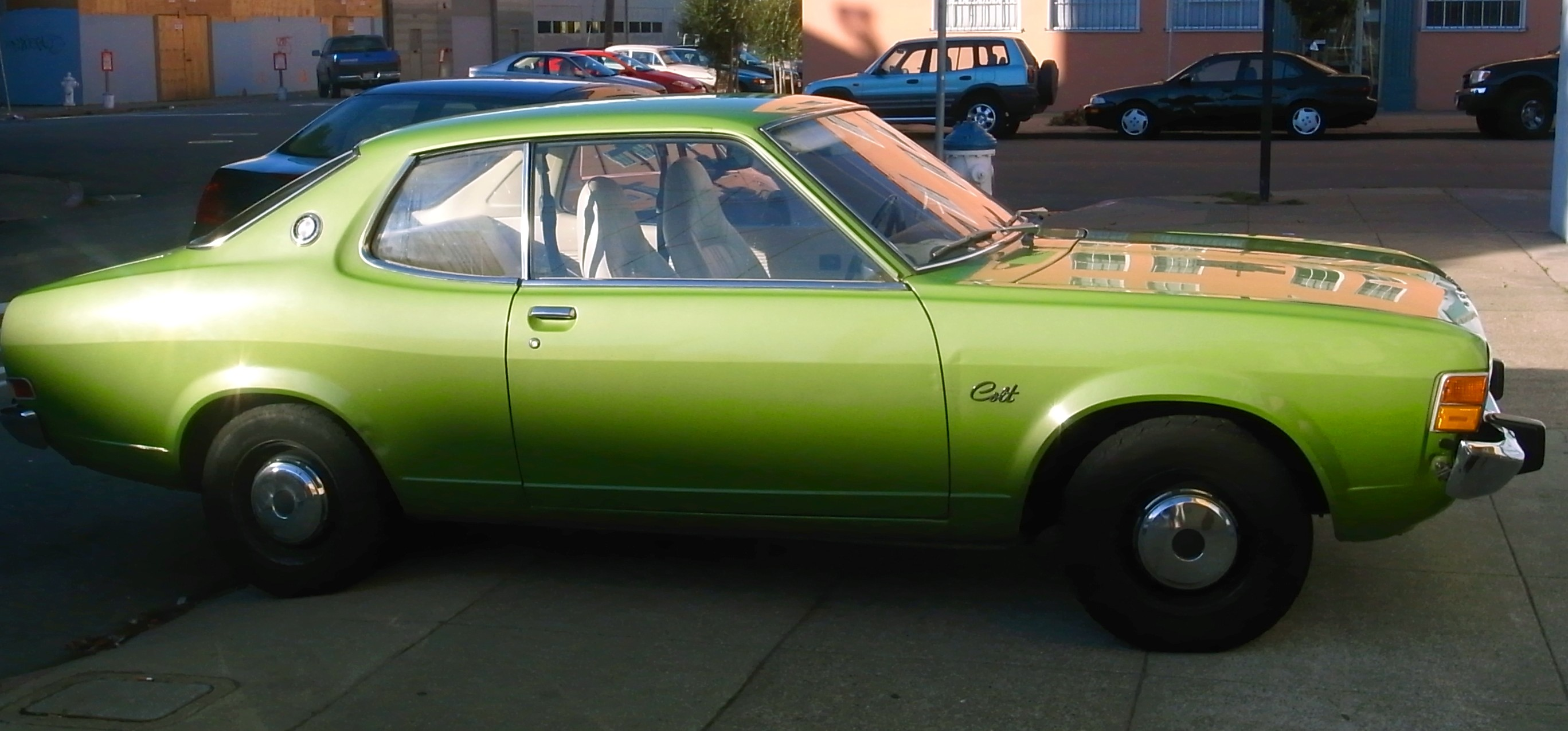
Dodge Colt Coupé

## Третье поколение (1977—1979)
Автомобили Dodge Colt третьего поколения производились на платформах Mitsubishi Galant Sigma (универсалы) и Mitsubishi Lancer A70. Опционально модели оснащались двигателями внутреннего сгорания 4G32 и 4G54. В 1978 году мощность увеличилась до 77 л. с.

### Галерея

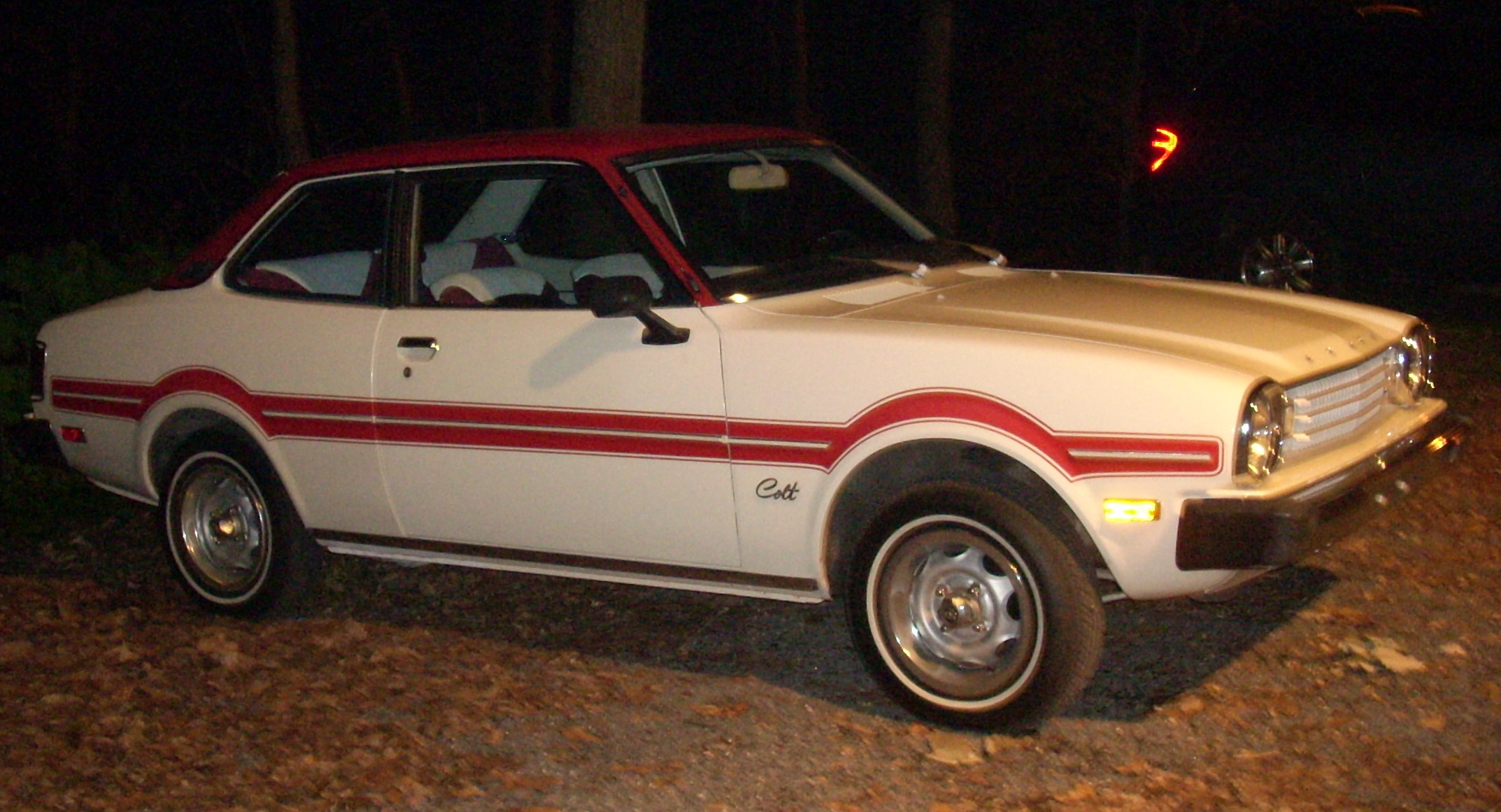
Dodge Colt Mileage Maker
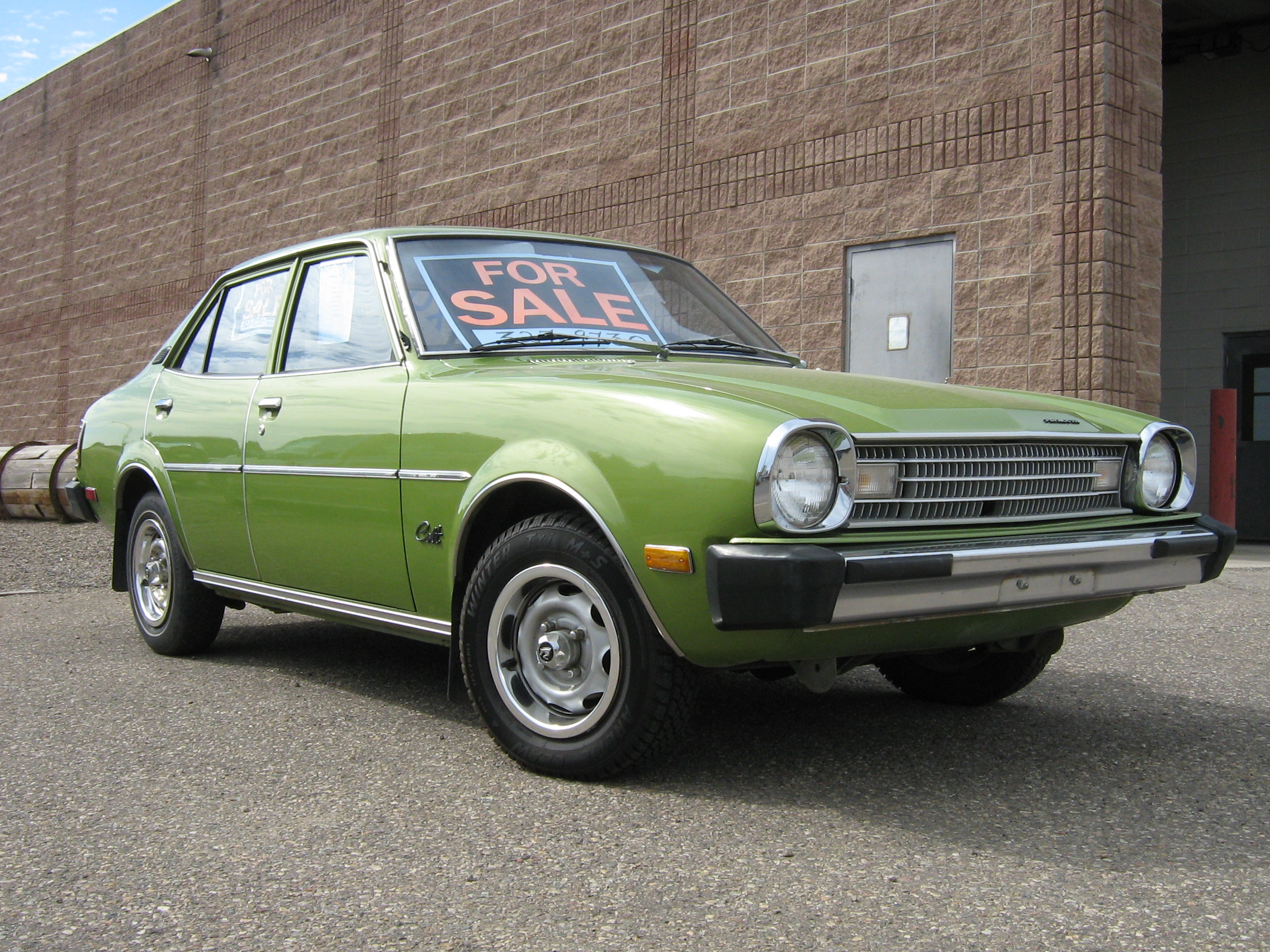
Plymouth Colt
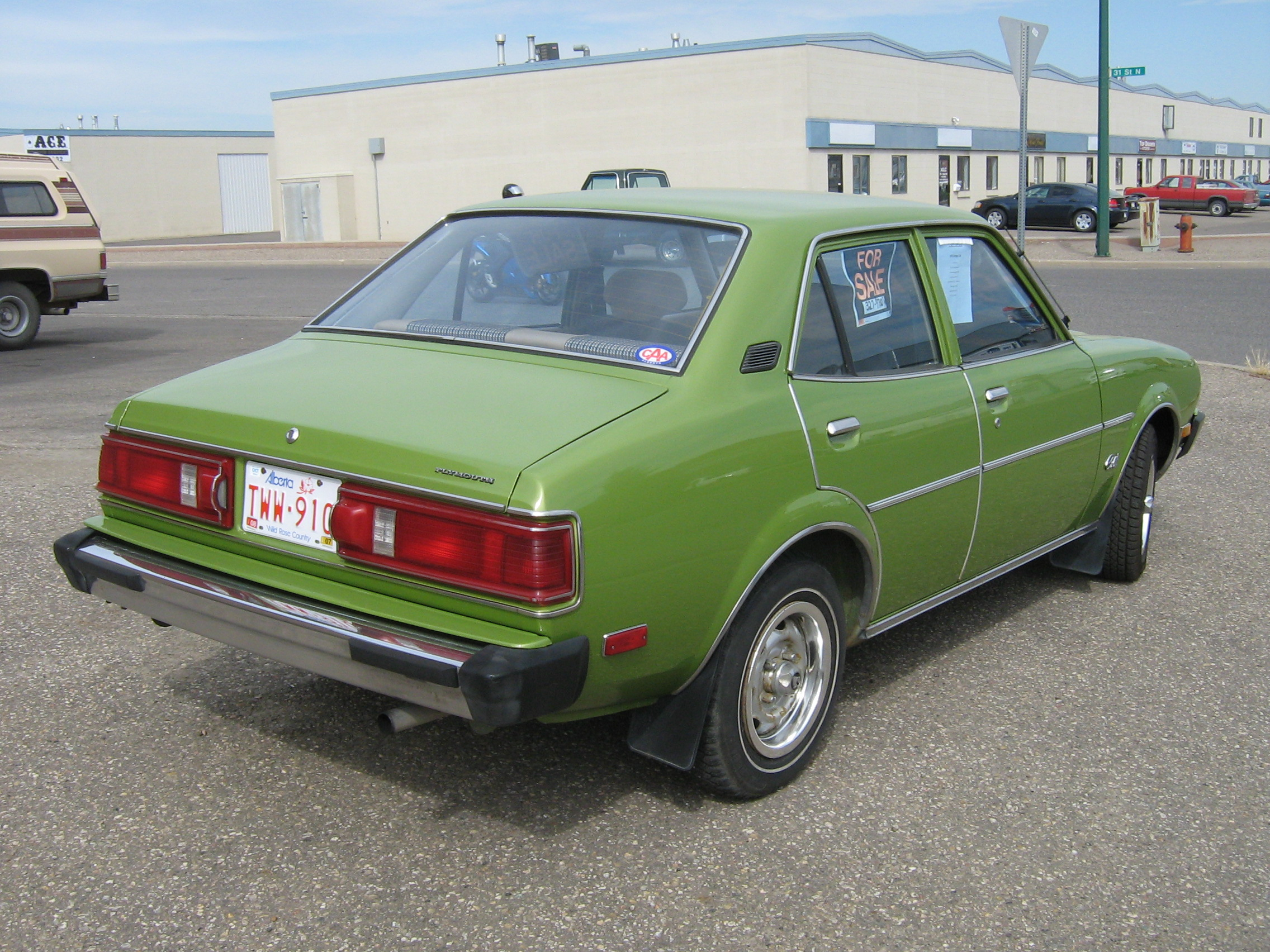
Plymouth Colt

## Четвёртое поколение (1979—1984)
Четвёртое поколение автомобилей Dodge Colt производилось с 1979 по 1984 год. В Японии автомобили производились под названием Mitsubishi Mirage. Опционально автомобили оснащались двигателями внутреннего сгорания 4G32 Saturn и 4G12.

### Продажи в США
| Colt | Colt  | Colt  |
| Год  | 3-дв. | 5-дв. |
| ---- | ----- | ----- |
| 1979 | 60521 | —     |
| 1980 | 83711 | —     |
| 1981 | 84144 | —     |
| 1982 | 52355 | 22675 |
| 1983 | 46479 | 27192 |
| 1984 | 44724 | 19657 |

### Галерея
- Plymouth Champ
- Plymouth Champ

## Пятое поколение (1985—1989)
С 1985 года производилось пятое поколение автомобилей Dodge Colt на базе Mitsubishi Chariot. Производство завершилось в 1989 году.

### Галерея

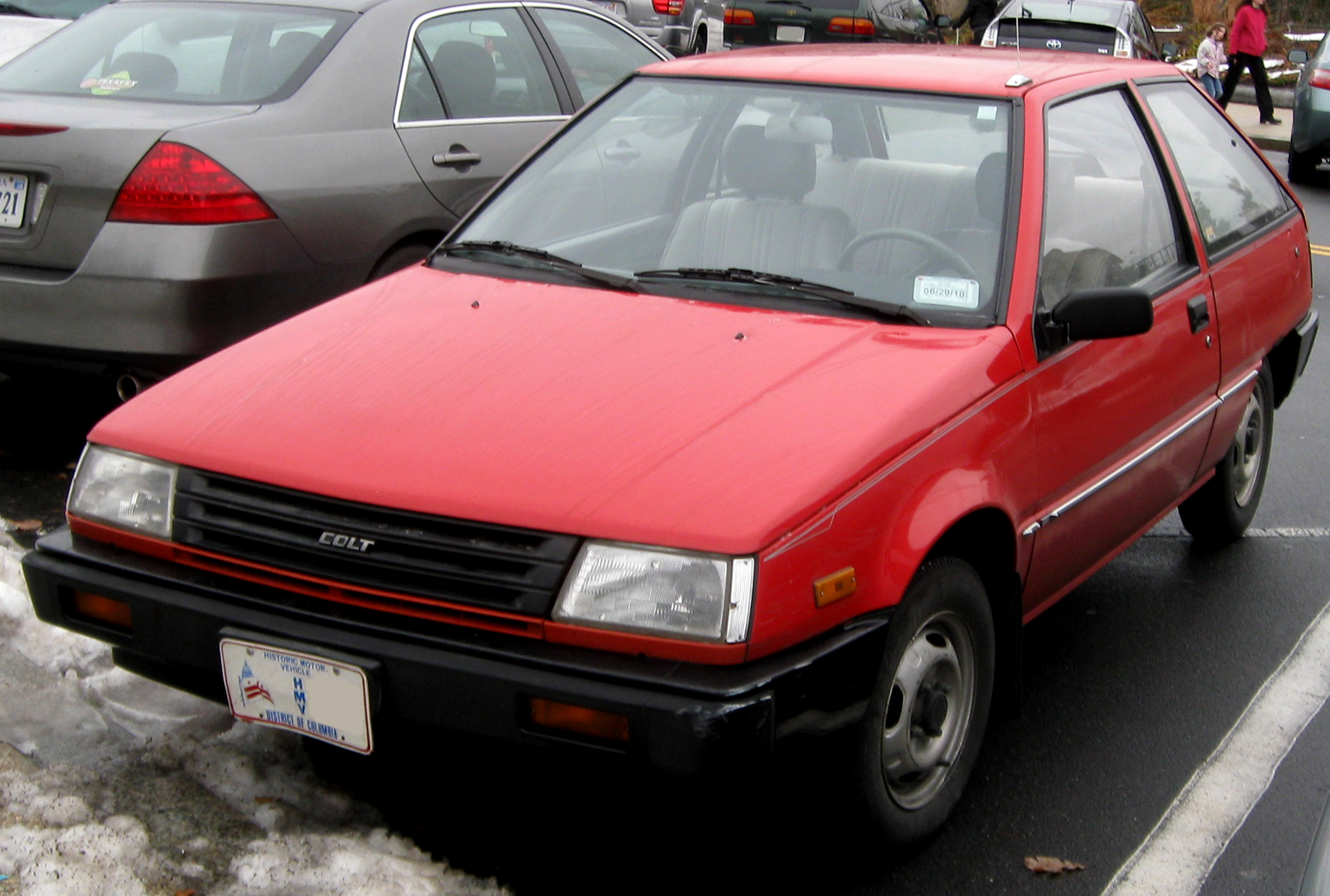
Dodge/Plymouth/Mitsubishi Colt
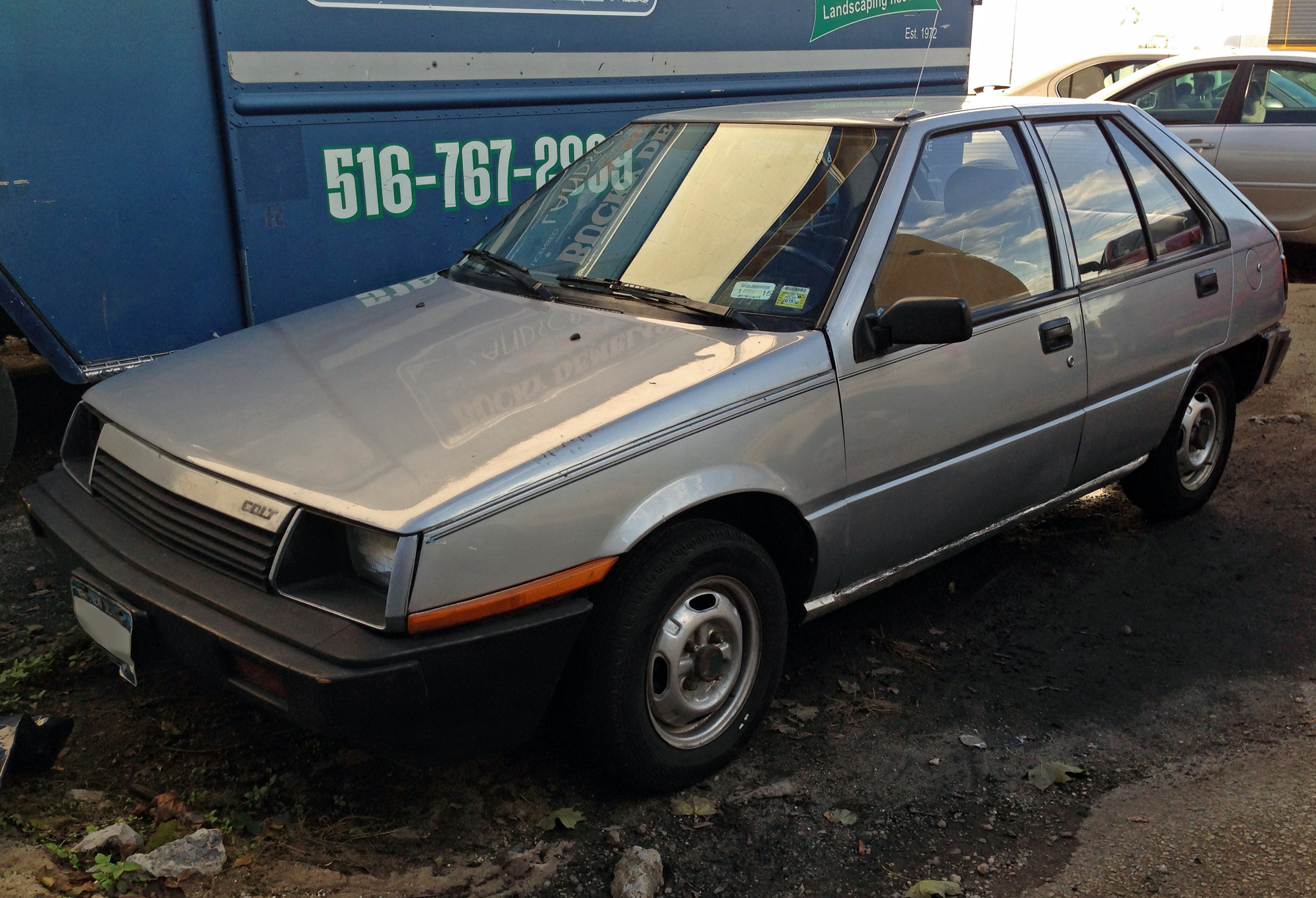
Dodge Colt E
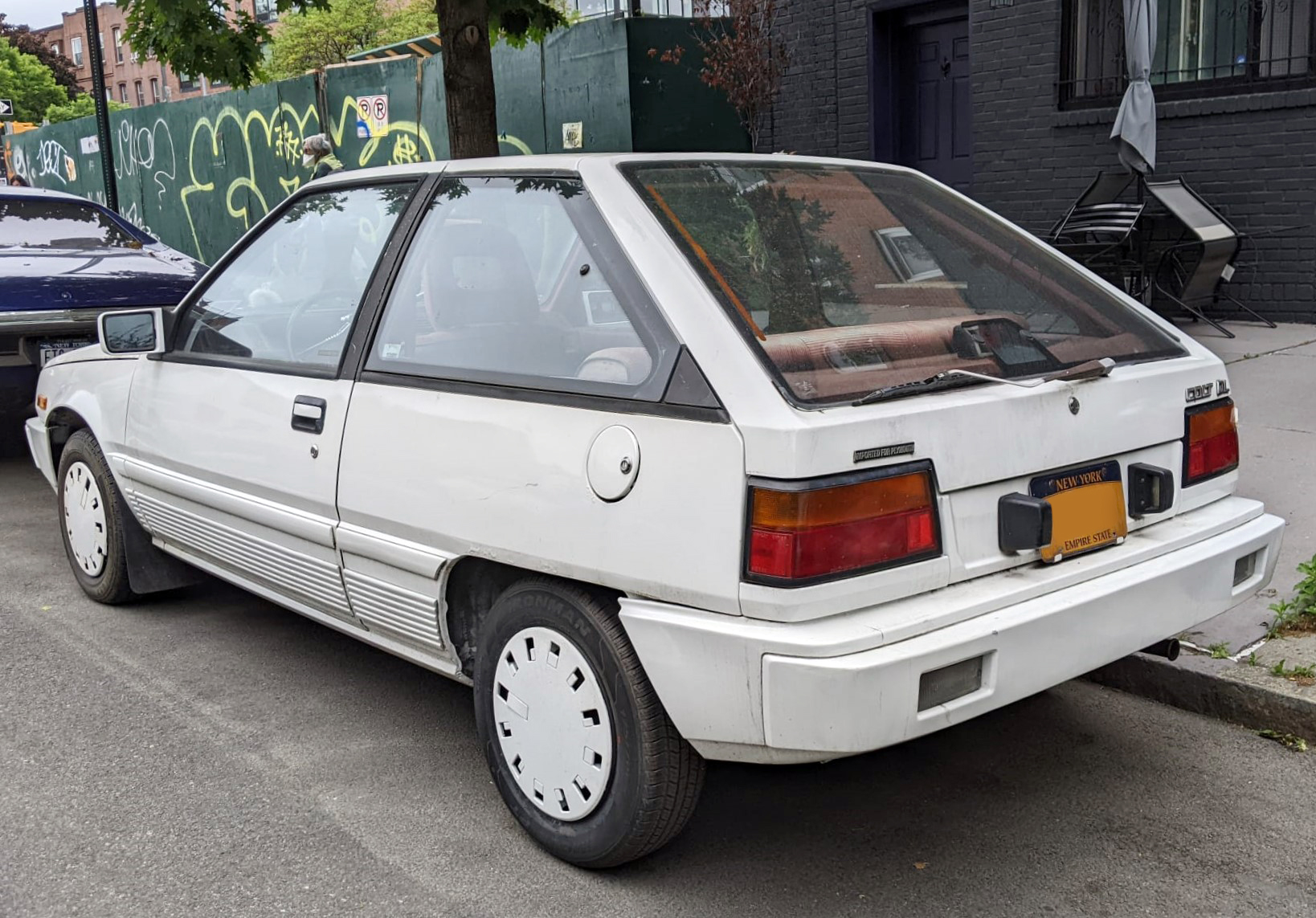
Dodge Colt DL

## Шестое поколение (1989—1992)
Шестое поколение автомобилей Dodge Colt производилось с 1989 по 1992 год. В Канаде автомобиль назывался Plymouth Colt.

### Галерея
- Dodge Colt E
- Plymouth Colt

## Седьмое поколение (1993—1994)
Автомобили Dodge Colt седьмого поколения производились с 1993 по 1994 год, после чего были заменены моделью Chrysler Neon.

### Галерея

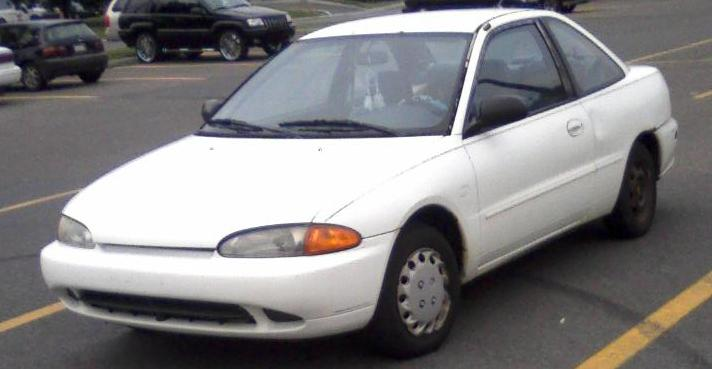
Plymouth Colt GL
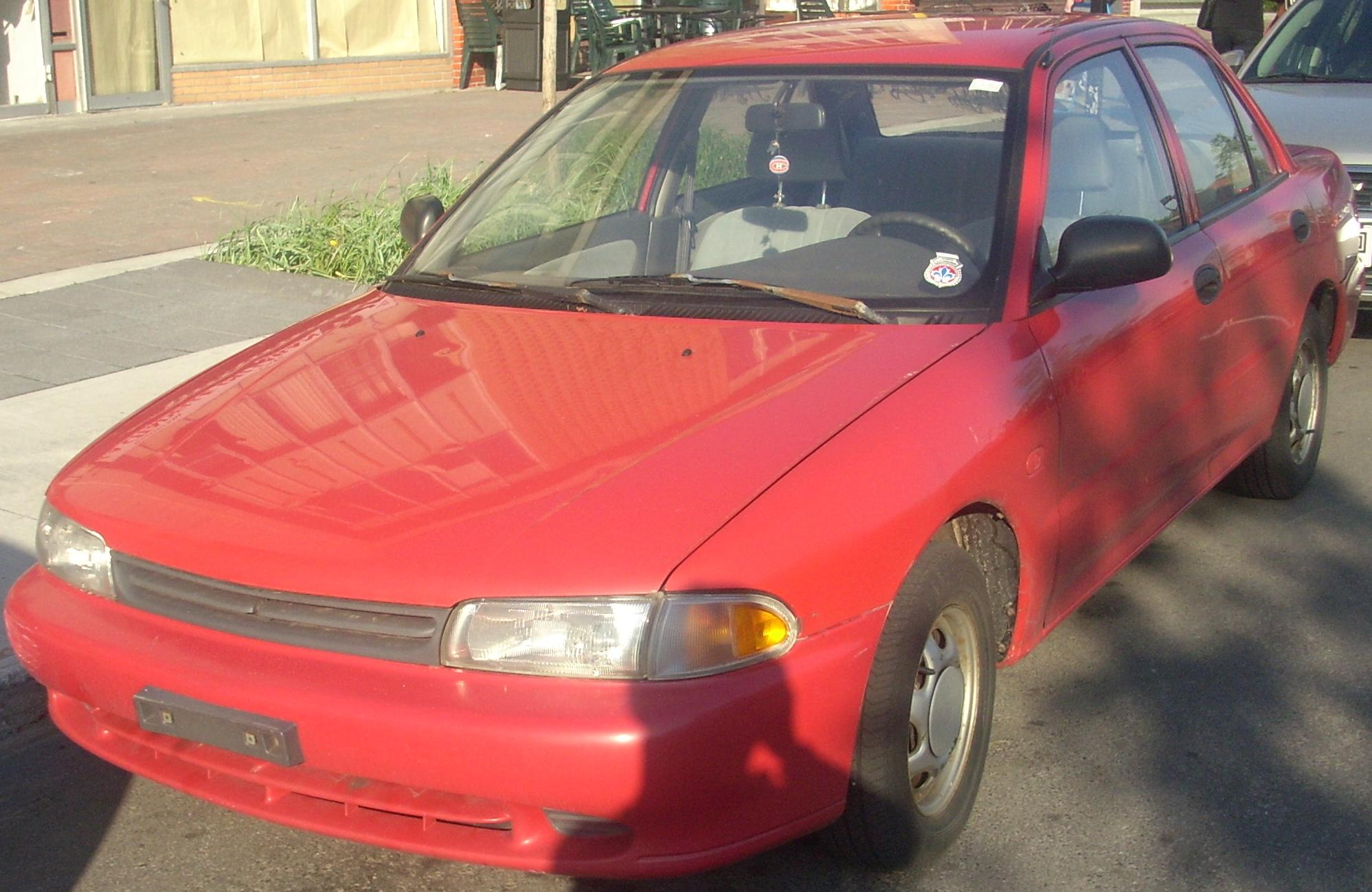
Plymouth Colt